# غلاسير غرات
غلاسير غرات (بالإنجليزية: Glaser Grat)‏ هو أحد جبال سلسلة جبال الألب ليبونتيني وجزء من القمة الأم Lüschgrat يقع في كانتون غراوبوندن، سويسرا. يبلغ ارتفاع الجبل حوالي 2124 متر، بينما يبلغ ارتفاع نتوء الجبل 135 متر.